# AAT (teleskop)
AAT (ang. Anglo-Australian Telescope), Teleskop Angielsko-Australijski – teleskop zwierciadlany o średnicy 3,9 m, umiejscowiony w Obserwatorium Siding Spring na górze Mount Woorut (zwanej też Siding Spring Mountain) w Australii na wysokości 1134 m n.p.m. Swoją nazwę zawdzięcza rządowi brytyjskiemu i australijskiemu, które sfinansowały cały projekt. W połowie 2010 roku strona brytyjska wycofała się z umowy dwustronnej i teleskopem zarządza od tej pory nowo utworzone Australian Astronomical Observatory, w całości kontrolowane przez Australię.
Decyzja o budowie teleskopu zapadła w kwietniu 1967 roku. Uroczyste otwarcie odbyło się 16 października 1974, natomiast pracę naukową teleskop rozpoczął na początku 1975 roku.
AAT może prowadzić obserwacje w świetle widzialnym i podczerwieni.